# Hess (Schiff)
Die SMS Hess (ab 1866 RN Principe Oddone, eventuell auch San Marco?) war ein Raddampfer-Aviso 2. Klasse der k.u.k. Kriegsmarine, ab 1866 der italienischen Marine und danach ein ziviler Raddampfer auf dem Gardasee.

## Bau
Das Schiff wurde 1851 bei der Werft Escher Wyss in Zürich für die Gardaseedampfschifffahrtsgesellschaft bestellt und in Einzelteilen gebaut. Konstruiert wurde das Schiff für den Waren- und Passagiertransport. Mit einer Dampfmaschine von 100 PS und zwei seitlichen Antriebsrädern erreichte es eine Geschwindigkeit von 7,5 Knoten.  Im Mai 1852 wurde das Schiff in Einzelteilen nach Riva del Garda transportiert, dort zusammengebaut und vom Stapel gelassen.

## Geschichte Österreich
1852 verkaufte die Gesellschaft für 49.800 Gulden das unfertige Schiff an die österreichische Regierung des Königreichs Lombardo-Venetien. In der Folge wurde die SMS Hess, benannt nach General Heinrich von Heß, Generalstabschef 1848–1849,  bewaffnet mit zwei 18-Pfünder-Kanonen und zwei 7-Pfünder-Kanonen der Gardaseeflottille der k.u.k. Kriegsmarine zugeordnet.
Im Juni 1859 bildete die Hess mit den zwei anderen bewaffneten österreichischen Dampfern Benaco und Franz Joseph sowie einigen Kanonenbooten die Gardaseeflottille und nahm an den Kampfhandlungen des Krieges mit Piemont und Frankreich teil. Mangels Schiffen dieser Länder auf dem See unterstützten sie die Landoperationen. Hierbei wurde die Benaco am 20. Juni 1859 von einer piemontesischen Batterie in Salò versenkt.
Am Ende der Kampfhandlungen ging das lombardische Ufer an Piemont verloren.
Im Juni 1866 zu Beginn des Kriegs mit Italien operierte die österreichische Flottille von der Marinebasis in Torri del Benaco und bestand aus der Franz Joseph, der Hess und neun Kanonenbooten und elf kleineren Booten mit zusammen 62 Kanonen und 10 Maschinengewehren, denen auf italienischer Seite hauptsächlich nur der gehobene Raddampfer Benaco entgegenstand. Daher hatten die Österreicher die Seeherrschaft. Am 1. Juli 1866 beschoss die Hess mit Kanonenbooten den Bahnhof von Desenzano und die Franz Joseph den Hafen des Ortes.
Am 2. Juli 1866 beschossen die Franz Joseph, die Hess und zwei Kanonenboote Gargnano und hatten ein Gefecht mit einer dortigen Landbatterie des 2º Reggimento Volontari Italiani.
Am 10. Juli folgte der Beschuss der Uferstraße in Bogliaco mit dortiger Landbatterie der Italiener.  Am 19. und 20. Juli beschossen erneut die Franz Joseph, die Hess und die Kanonenboote  Speiteufel, Wildfang und Scharfschütze Gargnano und erbeuteten den Dampfer Benaco, den sie nach Peschiera del Garda schleppten, und sie versenkten den Dampfer Poeta.

## Geschichte Italien
Nach Ende des Krieges ging auch die venetianische Seite des Sees verloren und so wurde die Gardaseeflottille für 425.000 Francs an Italien verkauft. Die Hess wurde dabei für 41.500 Schweizer Franken am 18. Oktober 1866 verkauft. Es gibt veröffentlichte Erlasse aus dem Jahr 1866, laut denen nicht die Hess, wie mitunter zu lesen ist, sondern die Franz Joseph in Principe Oddone umbenannt werden sollte. Für die Hess war laut diesem Erlass der Name San Marco vorgesehen. Gogg nennt allerdings dezidiert die Hess als das umbenannte Schiff.
Die verkauften Schiffe wurden ab 1867 für die zivile Schifffahrt genutzt. Um 1880 waren alle Kanonenboote, die Escher Wyss für die k.u.k. Kriegsmarine gebaut hatte, außer Dienst gestellt.